# In the Electric Mist
In the Electric Mist (Brasil: As Margens de Um Crime ) é um filme estadunidense/francês, de 2009, dos gêneros drama, policial e suspense, dirigido por Bertrand Tavernier, roteirizado por Jerzy Kromolowski e Mary Olson-Kromolowski, baseado no livro In the Electric Mist with Confederate Dead de James Lee Burke, música de Marco Beltrami.

## Sinopse
Nova Iberia, Louisiana, detetive alcoólatra, ao investigar em uma equipe de filmagens sobre o assassinato de uma prostituta local, recebe informações de um corpo achado nos pântanos, que acredita ser de um homem negro assassinado 35 anos antes.

## Elenco
- Tommy Lee Jones ....... Dave Robicheaux[3]
- John Goodman ....... Julie 'Baby Feet' Balboni
- Peter Sarsgaard ....... Elrod Sykes
- Mary Steenburgen .......  Bootsie Robicheaux
- Kelly Macdonald ....... Kelly Drummond
- Justina Machado ....... Rosie Gomez
- Ned Beatty ....... Twinky LeMoyne
- James Gammon ....... Ben Hebert
- Pruitt Taylor Vince ....... Lou Girard
- Levon Helm ....... General John Bell Hood
- Buddy Guy .......  Sam 'Hogman' Patin
- Julio Cedillo ....... Cholo Manelli (como Julio Cesar Cedillo)
- Bernard Hocke ....... Murphy Doucet
- John Sayles ....... Michael Goldman
- Gary Grubbs ....... xerife